# Julien Roger
Ne doit pas être confondu avec Roger Julien.
Pour les articles homonymes, voir Roger.
Julien Roger, né le 17 décembre 1919 dans le 15e arrondissement de Paris, mort au combat le 10 avril 1945 à Turini dans les Alpes-Maritimes, est un officier marinier, maître fusilier marin. il s'illustre dans les Forces françaises libres pendant la Seconde Guerre mondiale.
Il se distingue notamment à la bataille de Bir Hakeim pendant la guerre du Désert, à la bataille du Garigliano et à Villa Adriana dans la campagne d'Italie, à Clairegoutte et Frédéric-Fontaine en Haute-Saône pendant la campagne de la Libération, enfin à l'Authion. Il est Compagnon de la Libération.

## Biographie

### Jeunesse, engagement dans la Marine
Julien Roger naît à Paris dans le 15e arrondissement le 17 décembre 1919,. Il est adopté, fils d'Édouard Roger, boucher, et de Berthe Anen, couturière.
A 17 ans, il s'engage dans la Marine nationale. Il passe d'abord six mois de formation à l'École des fusiliers marins, puis embarque sur le croiseur Duquesne puis sur le mouilleur de mines Pluton.

### Seconde Guerre mondiale, combats de la France libre
Pendant la Seconde Guerre mondiale, Julien Roger participe à la campagne de France, puis il décide de répondre à l'Appel du 18 Juin du général de Gaulle. Il part pour la Grande Bretagne et s'engage dans les Forces françaises libres le 30 juin 1940.
Il est affecté en juillet 1940 au 1er bataillon de fusiliers marins (1er BFM) en cours de création, et participe aux campagnes de la 1re division française libre (1re DFL) avec ce bataillon.
Il participe ainsi en novembre 1940 à la campagne du Gabon pour le rallier à l'Afrique française libre, puis part au Moyen-Orient pour la campagne de Syrie en 1941. Il combat ensuite à la bataille de Bir Hakeim en mai et juin 1942, où il se distingue en forçant le blocus pour ravitailler les défenseurs en eau potable. Il prend part à la bataille d'El Alamein en octobre 1942, puis à la campagne de Tunisie en 1943.
Le 1er BFM où il sert, considérablement renforcé, devient le 1er régiment de fusiliers marins (1er RFM), et Julien Roger participe avec lui à la campagne d'Italie. Il y est blessé le 14 mai 1944 à la bataille du Garigliano. Il est ensuite nommé maître fusilier. À Villa Adriana le 16 juin 1944, il réussit à soutenir l'infanterie malgré les difficultés du terrain et détruit une mitrailleuse.
Il participe ensuite à la campagne de la Libération, est chef de char et se distingue particulièrement le 27 septembre 1944 sur les communes de Clairegoutte et Frédéric-Fontaine en Haute-Saône en participant à la prise de 240 prisonniers. Après la campagne d'Alsace, le régiment et toute la 1re DFL sont dirigés vers le massif de l'Authion dans les Alpes contre les Allemands.
Dans le massif de l'Authion, près du col de Turini et de Cabanes-Vieilles, son char saute sur une mine le 10 avril 1945. Rescapé, il sort du blindé un de ses hommes gravement blessé, le met à l'abri puis retourne au combat, où il est mortellement blessé à la tête.

### Mort au combat
Julien Roger meurt ainsi le 10 avril 1945 à proximité du col de Turini dans les Alpes-Maritimes. D'abord enterré au cimetière de la 1re DFL à l'Escarène dans les Alpes-Maritimes, il est réinhumé en 1949 à Nogent-sur-Marne en banlieue parisienne.
Il est fait Compagnon de la Libération à titre posthume par le décret du 12 juin 1945.

## Hommages et distinctions

### Distinctions
Les principales distinctions de Julien Roger sont :
- Compagnon de la Libération, par décret du 12 juin 1945 ;
- Croix de guerre 1939-1945, avec trois citations ;
- Médaille de la Résistance.

### Autres hommages
- Son nom figure sur la grande stèle commémorative des compagnons de la Libération, au musée de l'Armée, à Paris.